# تشوي وون-كون
تشوي وون-كون (هانغل: 최원권) هو لاعب كرة قدم كوري جنوبي في مركز الدفاع، ولد في 8 نوفمبر 1981 في سول في كوريا الجنوبية. شارك مع منتخب كوريا الجنوبية تحت 23 سنة لكرة القدم ومنتخب كوريا الجنوبية لكرة القدم. أما مع النوادي، فقد لعب مع جيجو يونايتد ونادي سول.

## وصلات خارجية
- تشوي وون-كون على موقع الاتحاد الدولي (مؤرشف)  (الإنجليزية)
- تشوي وون-كون على موقع دوري كوريا الجنوبية (الإنجليزية)
- تشوي وون-كون على موقع قاعدة بيانات كرة القدم.إي يو (الإنجليزية)
- تشوي وون-كون على موقع ناشيونال فوتبول تيمز (الإنجليزية)
- تشوي وون-كون على موقع Soccerway.com (الإنجليزية)
- تشوي وون-كون على موقع أوليمبيديا (الإنجليزية)